# Från Platon till...
Från Platon till... är en flera gånger uppdaterad lärobok i politisk idéhistoria av Sven-Eric Liedman. De är översiktsverk om de centrala aktörerna och idéerna i västvärldens politiska ideologiers historia. Titelns avslutande ord är ändrade för varje upplaga för att visa föränderligheten. Den första hette Från Platon till Lenin och gavs ut 1972, en upplaga från mitten av 90-talet Från Platon till kommunismens fall, Från Platon till kriget mot terrorismen utgavs 2005, och den senaste installationen Från Platon till demokratins kris utkom 2020. 

## Samtliga titlar
- Från Platon till Lenin: de politiska idéernas historia. Aldusserien, 0346-5454 ; 357. Stockholm: Aldus/Bonnier. 1972. Libris 7143326. ISBN 91-0-020113-8

- Från Platon till Mao Zedong: de politiska idéernas historia. Aldusserien, 0346-5454 ; 357 (4. uppl.). Stockholm: Aldus. 1976. Libris 7145011. ISBN 91-0-041010-1

- Från Platon till Reagan: de politiska idéernas historia (9., [omarb.] uppl.). Stockholm: Bonnier. 1985. Libris 7246961. ISBN 91-34-50585-7

- Från Platon till Gorbatjov: de politiska idéernas historia (10., [omarb.] uppl.). Stockholm: Bonnier. 1989. Libris 7247209. ISBN 91-34-51059-1 (inb.)

- Från Platon till kommunismens fall: de politiska idéernas historia (11., [omarb.] uppl.). Stockholm: Bonnier Alba. 1993. Libris 8350274. ISBN 91-34-51333-7 (inb.)

- Från Platon till kriget mot terrorismen: de politiska idéernas historia (14., [omarb.] uppl.). Stockholm: Bonnier. 2005. Libris 9863974. ISBN 91-0-010788-3 (inb.)

- Från Platon till demokratins kris: de politiska idéernas historia. Stockholm: Bonnier. 2020. Lbris länk ISBN 9789100182885